# Charles Serweytens
Charles-Valérie-Florimond Serweytens (Sint-Pieters-op-den-Dijk, 27 maart 1853 - Brugge, 21 februari 1936) was de laatste burgemeester van de gemeente Sint-Pieters-op-den-Dijk, van 1889 tot aan de opheffing in 1899. 

## Familie
Hij was een van de acht kinderen van Charles-Joseph Serweytens of Karel-Jozef Serweytens (1812-1864) en Félicie de Mercx (1820-1902). Zijn vader was, net als zijn grootvader Charles-Augustin Serweytens (1777-1835), houtinvoerder in Brugge. Charles-Valérie-Florimond, gehuwd met Hélène Saeys, kreeg in 1912 vergunning zijn naam en die van zijn erfgenamen te mogen vervolledigen tot 'Serweytens de Mercx', met incorporatie van de familienaam van zijn moeder.

## Nazaten Serweytens de Mercx
Een zus van Charles-Valérie-Florimond, Caroline Adèle Ghislaine Serweytens (Brugge, 11 mei 1845 - 11 oktober 1929), huwde in 1871 in Sint-Pieters-op-den-Dijk met de 13 jaar oudere Camille Désiré Van Caillie (Brugge, 31 januari 1832 - 12 juni 1912), notaris te Brugge.
Charles-Valérie-Florimond zelf huwde met de Bruggelinge Hélène Saeys (1863-1936), met wie hij een zoon en twee dochters had. 
- Hun zoon Charles-Alfred Serweytens de Mercx (° Sint-Pieters, 14 oktober 1894) trouwde met Germaine Foulon (Elsene, 7 augustus 1898 - Gent, 30 maart 1988). Hun kinderen waren: 
  - Charles-Georges Serweytens de Mercx (Brugge, 7 februari 1929, † 2000), advocaat bij het hof van beroep in Brussel
  - Daniel-Henri Serweytens de Mercx (Brugge, 22 februari 1937 - Gent 15 november 2017), gehuwd met Suzy-Anne De Smet.

## Voorouders Serweytens
Charles-Joseph Serweytens (+1864), vader van Charles-Valérie-Florimond, was de kleinzoon van François Serweytens (Gent, 1739 - Brugge, 1801). Deze kwam zich in Brugge vestigen naar aanleiding van zijn huwelijk met Anne-Thérèse van Huele (1739-1805) en zette de wijnhandel van zijn schoonvader verder. Onder hun kinderen :
- Bernard Serweytens (Brugge, 8 november 1770 – Sint-Kruis, 5 oktober 1834), die reder was van beroep en trouwde met Agnès d’Herbe (1770-1847). Van 1830 tot aan zijn dood was hij schepen van de gemeente Sint-Kruis.
- Charles-Augustin Serweytens (1777-1835) die trouwde met Marie-Françoise de Lescluze (1781-1855) die eveneens reder werd en houtinvoerder. Hij verwierf niet alleen een herenhuis in Brugge, maar kocht op Scheepsdale het 'Stokhouderskasteel'. Onder de tien kinderen de vader van Charles-Valérie-Florimond: 
  - Karel Jozef Serweytens (1812-1864) die houtinvoerder werd zoals zijn vader. Hij woonde hoofdzakelijk in Brugge en werd er gemeenteraadslid. Hij verwierf een bijzondere reputatie door als één der eersten zijn tussenkomsten tijdens de raadszittingen in het Nederlands te houden. Hij was ook provincieraadslid en liet zich ook daar opmerken door zijn vlaamsgezindheid. De werkplaatsen van zijn bedrijf bevonden zich naast het Stokhouderskasteel. Hij huwde Félicie de Mercx (1820-1902), dochter van generaal en diplomaat baron Maurice de Mercx, met wie hij acht kinderen had.
- Thérèse Françoise Serweytens (1779-1841) die trouwde met de reder, internationaal handelaar en ontdekkingsreiziger Jean-Baptiste de Lescluze (1780-1858).

## Burgemeester
In 1889 werd Serweytens burgemeester van Sint-Pieters-op-den-Dijk. De toekomst van de gemeente als zelfstandige entiteit stond toen op het spel. Er waren al tientallen ha aan de gemeente ontnomen en door Brugge ingepalmd voor de aanleg van het ontworpen zeekanaal van Brugge naar de zee.
In 1895 werd de aanleg van een haven in volle zee aan de kust tussen Heist en Wenduine door het Belgisch Parlement goedgekeurd. Het was duidelijk dat de uitvoering van de geplande werken, zowel in de voorhaven als in de achterhaven ten Noorden van Brugge, vereiste dat het nodige grondgebied onder één zelfde bestuur kwam.
Serweytens verzette zich hardnekkig tegen het verdwijnen van zijn gemeente. Hij deed hiervoor beroep op alle mogelijke instanties, met inbegrip van koning Leopold II. Hij kon niet verhelpen dat Sint-Pieters als zelfstandige gemeente verdween en door Brugge werd opgeslorpt.
De gemeenteraad van Sint-Pieters hield een laatste zitting op 28 juni 1899. Er werd beslist de bevolking in te lichten over de afschaffing van de gemeente door een zwarte vlag uit te hangen omdat die kleur, zo stond in het verslag, in die omstandigheid het best geschikt leek.

## Activiteiten
Zowel voor als na de opslorping van zijn gemeente was Serweytens, net als zijn vader en grootvader, op heel wat terreinen actief, nog afgezien van de houthandel.
Zo was hij of werd hij:
- lid van het discontokantoor van de Nationale Bank
- gemeenteraadslid van Brugge (verkozen in 1903)
- provincieraadslid (1878-1921)
- voorzitter van de Handelsrechtbank (1907-1921)
- voorzitter van de Kamer van Koophandel
- voorzitter van de Vereniging van kooplieden van Scheepsdale
- vice-consul van Noorwegen.

In de Eerste Wereldoorlog werd hij door de bezetter gedeporteerd en van 1916 tot aan het einde van de oorlog gevangen gehouden in Holzminden.
Serweytens was, ondanks het verdwijnen van zijn gemeente, een groot voorvechter van de zeehaven Brugge-Zeebrugge en was een van de initiatiefnemers voor de vele acties die hiervoor in Brugge werden ondernomen.
Hij zette zich ook in, samen met zijn schoonbroer Camille Van Caillie (1832-1912) voor de door zijn vader aangekochte terreinen langs de kust, die zij en hun erfgenamen ontwikkelden tot de badplaatsen Duinbergen en Albert-Plage.

## Anekdotes
Over de strijd van Charles Serweytens voor het behoud van de zelfstandigheid van zijn gemeente bestaan anekdotes waarvan de echtheid niet is verzekerd, maar die onder meer door de vroegere burgemeester van Brugge Pierre Vandamme werden verteld, die ze van tijdgenoten van Serweytens had. Ze behoren derhalve tot de orale overdracht van plaatselijke geschiedenis en weerspiegelen een tijdsgeest. Het ging vooral om de inspanningen die Serweytens deed om bij koning Leopold II voor zijn zaak te pleiten:
- Toen hij zijn argumenten uiteenzette, was het antwoord van de koning: Als ik u goed begrijp, zou u liever Brugge bij Sint-Pieters voegen in plaats van Sint-Pieters bij Brugge?
- Hij nodigde de koning uit bij hem thuis. Tijdens het middagmaal maakte de koning hem een compliment over de uitstekende wijnen die hij serveerde. Waarop Serweytens vertelde dat hij nog mooiere en betere wijnen in zijn kelder had. Waarop Leopold hem antwoordde: "Maar die spaart u ongetwijfeld voor de grote gelegenheden..."